# آپلیتا
آپلیتا (به انگلیسی: Upleta) یک منطقهٔ مسکونی در هند است که در Upleta Taluka واقع شده‌است. آپلیتا ۵۸٬۷۷۵ نفر جمعیت دارد و ۳۹ متر بالاتر از سطح دریا واقع شده‌است.